# Улица Профессора Молчанова
Улица Профе́ссора Молча́нова — улица в городе Павловске (Пушкинский район Санкт-Петербурга). Проходит от Звериницкой до Садовой улицы.
Первоначальное название — 3-я улица Матро́сской Слободы́. Оно известно с 1840 года. Дано по Матросской слободе, по которой проходила. В слободе жили представители инвалидной команды матросов, нёсшие хозяйственную и сторожевую службу. Существовали также 1-я улица (ныне 1-я Краснофлотская улица) и 2-я улица (2-я Краснофлотская улица).
В 1850-х годах улица стала 3-й Матро́сской.
Примерно в 1918 году улицу переименовали в 3-ю Краснофло́тскую, поскольку тогда же в стране ввели звание краснофлотца вместо матросов.
1 декабря 1975 года 3-ю Краснофлотскую улицу переименовали в улицу Профессора Молчанова — в честь учёного-аэролога П. А. Молчанова, в конце 1930-х годов работавшего директором Павловской аэрологической обсерватории.

## Перекрёстки
- Звериницкая улица
- Краснофлотский переулок
- Партизанский переулок
- Садовая улица